# Milanello
Milanello est le centre d'entraînement et de formation de l'AC Milan.

## Histoire
Milanello est le centre d'entraînement de l'AC Milan. Inauguré en 1963, sa construction avait commencé 2 ans auparavant. Voulu et réalisé par le Président de l'époque Andrea Rizzoli, il a été conçu par l'architecte Viani et l'ingénieur Crescentini.
Complètement restructuré au milieu des années 1980, Milanello se trouve à 50 km de Milan, près de Varèse, le centre d’entraînement est un véritable laboratoire ou se déroulent les préparations du Milan.
Silvio Berlusconi à peine arrivé, a confié à l'Edilnord la charge de restructurer le complexe pour en faire le centre sportif le plus avant-gardiste et majestueux d’Europe. Dirigé par Antore Peloso depuis 1986, Milanello se situe dans un espace vert de 160 000 m2 comprenant une pinède et un lac partagé entre les communes de Carnago et Cassano Magnago.
À la construction du Milanello, Andrea Pizzoli imposa une clause : en cas de donation du complexe au Milan AC, Milanello ne pourrait être vendu à personne en dehors de la Fédération Italienne de Football. La Fédération (qui a son siège à Coverciano) a donc l'usufruit du centre sportif Milanista pour préparer toutes les grandes manifestations telles les coupes du monde ou les championnats d'Europe.
Milanello est aujourd'hui l'un des centres sportifs les plus prestigieux et perfectionnés d'Europe. Il se trouve à 50 km de Milan, non loin de Varèse, sur les communes de Carnago, Cassano Magnago et Cairate.

## Installations
Le centre d'une surface totale de 160 000 m2, intègre une forêt, un petit lac, 6 terrains, 1 terrain synthétique (35 x 30 m), 1 terrain synthétique couvert (42 x 24 m) et 1 petit terrain extérieur appelé la cage en raison des murs l'entourant. Un parcours cycliste de 1 200 m à travers les bois est dessiné pour l'entrainement physique. Milanello comprend un bâtiment de deux étages, intégrant les bureaux du club, divers salles de divertissement pour les joueurs (billard, TV, etc.), une cuisine et deux salles à manger, un centre de presse, deux salles de conférences, les chambres de l'équipe première, une blanchisserie-pressing ainsi que le centre médical. Au sous-sol se trouvent les magasins, les lavanderies et le garage réservé au car de l'équipe. 
Un autre immeuble concentre l'ensemble des services pour les équipes de jeunes ainsi que leurs logements. Un gymnase ultra-moderne se situe également à Milanello.
Un bâtiment, séparé du complexe principal, dispose d'un gymnase ultra-moderne doté des équipements de dernière génération, et de deux vestiaires (un pour l'équipe première, l'autre pour la Primavera). Un centre de haute fitness technologie offre la possibilité de fixer et d'évaluer les données individuels de chaque joueur ainsi que programmer des séances d’entrainement adaptées. L'équipe dispose de 70 machines de musculation pour tous les groupes musculaires et cardio-vasculaires, 3 machines pour la réhabilitation de toutes les articulations (REV 9000) et 100 Technogym System (TGS). Tous les équipements dans la salle de gym sont également équipés de Power Control, le système de détection de la puissance qui permet à l'équipe d’optimiser les séances d'entraînement préparatoires.